# 天主教馬塔迪教區
天主教馬塔迪教區（拉丁語：Dioecesis Matadiensis）是剛果民主共和國一個羅馬天主教教區，屬金沙薩總教區。
教區的前身是一個宗座監牧區，成立於1911年7月1日，1930年7月23日升為代牧區。1959年11月30日升為教區。
教區位於該國西部下剛果省中部。2006年有教友665,000人（佔轄區總人口38.0%）、卅七個堂區、152名司鐸。現任教區主教為丹尼尔·恩兰杜·马伊。